# El Indjan
El Indjan (Papiaments voor: De Indiaan) is een tafelberg op Curaçao, zich bevindend aan de rand van de voormalige zoutpannen van plantage Rif Sint Marie op een twintigtal kilometers noordwestelijk van Willemstad en nabij het dorp Sint Willibrordus. De rots bestaat uit kalksteen.
El Indjan ontstond toen na de enorme tektonische bewegingen volgend op het breken van supercontinent Pangea en de vulkanische activiteit in wat nu het Caraïbisch gebied heet, lavaformaties uit de zee omhoogkwamen. De koraalformaties  die zo gevormd werden vormden het begin van de Caraïbische eilanden. De riffen staken grillig boven zeeniveau uit, stukken ervan brokkelden af. Zo ontstond een formatie die eruitziet als een liggende indiaan: El Indjan.
El Indjan wordt sprekend opgevoerd in het boek Zoutrif van Miriam Sluis (2008); de formatie zou op bijzonder ontzag van de slavenbevolking hebben kunnen rekenen; zij kende het rif bijzondere betekenis toe.
Het kunstwerk de Kathedraal van doornen in Willemstad van Herman van Bergen is vormgegeven naar de gelijkenis van El Indjan.